# Cessna 182
Le Cessna 182 Skylane est un avion de tourisme à quatre places, monomoteur, construit par la société Cessna à partir de 1956.

## Histoire
Le Cessna 182 est né en 1956 du passage au train tricyclique du modèle 180, qui disposait d'un train conventionnel. Le nom « Skylane » est apparu dès le développement de la version 182A, l'année suivante.
Le Cessna 182 a été construit sous licence, en France par Reims Aviation, et en Argentine par la DINFIA.
Le Cessna 182 est équipé jusqu'à la fin des années 1980 d'un moteur Continental O-470-L de 230 chevaux. En 1977, Cessna sort un 182 avec train rentrant, le C182RG (pour « Retractable Gear »), puis dote l'avion d'un moteur turbocompressé, le Lycoming O-540-L, en 1979. 
Comme pour toute sa gamme de monomoteurs, Cessna décida d'arrêter la production du 182 en 1985. Celle-ci ne reprit qu'en 1996, avec le vol du prototype 182S pourvu du moteur Lycoming O-540-AB1A5 de 230 chevaux. Cessna produit également une version turbo dotée du moteur Lycoming TI0-540-AK1A de 235 chevaux.
Le Cessna 182 Skylane est le premier avion certifié avec l'avionique Garmin G1000 le 18 juin 2004.
Cessna annonce en 2012, à Oshkosh, un Cessna 182 équipé d'un moteur diesel SMA et l'arrêt des versions essence AVGAS. Il sera commercialisé sous la dénomination Turbo Skylane JT-A, et permettra d'augmenter la distance franchissable et diminuer les coûts d'entretiens. Après un premier vol en mai 2013, le programme d'essais est arrêté à la suite d'un atterrissage d’urgence provoqué par une avarie moteur, la certification FAA est suspendue indéfiniment en 2015.
Textron Aviation (la société mère de Cessna) a annoncé le 10 février 2022 le retour du Cessna Turbo Skylane T182T dans sa gamme de monomoteurs à pistons. Introduit à l'origine en 2001, la production du Turbo Skylane T182T avait été interrompue en 2013. Cette mise à jour est équipée de la dernière suite avionique Garmin G1000 NXi, d'une hélice chauffée, d'un système d'oxygène en cabine ainsi qu'un intérieur modernisé. Le moteur turbocompressé et à injection directe, le Lycoming TIO-540-AK1A, reste inchangé.

## Versions notables

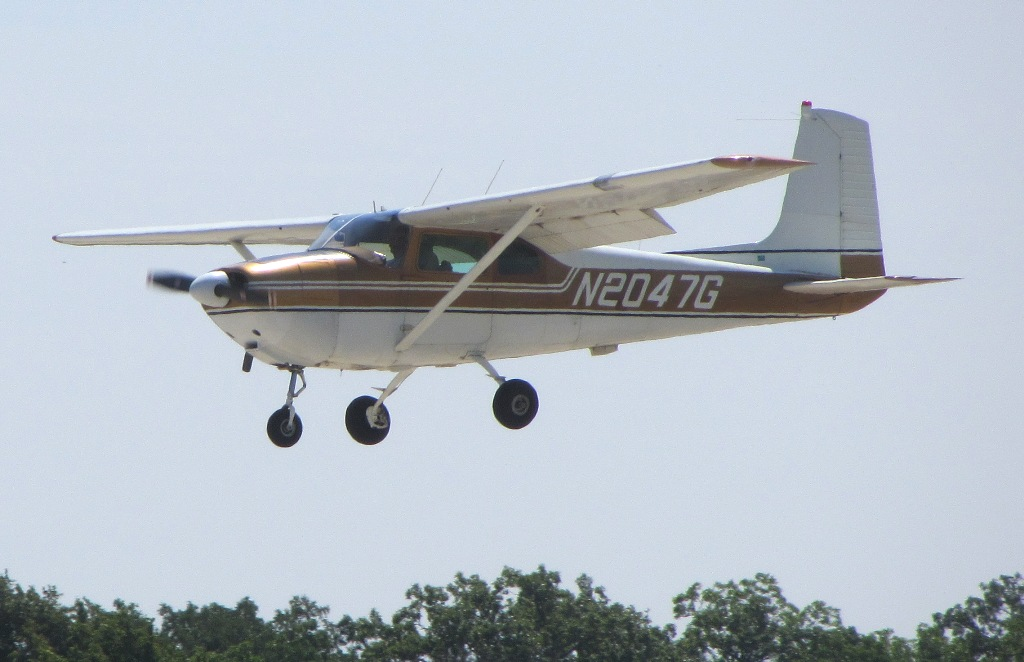
Cessna 182 A

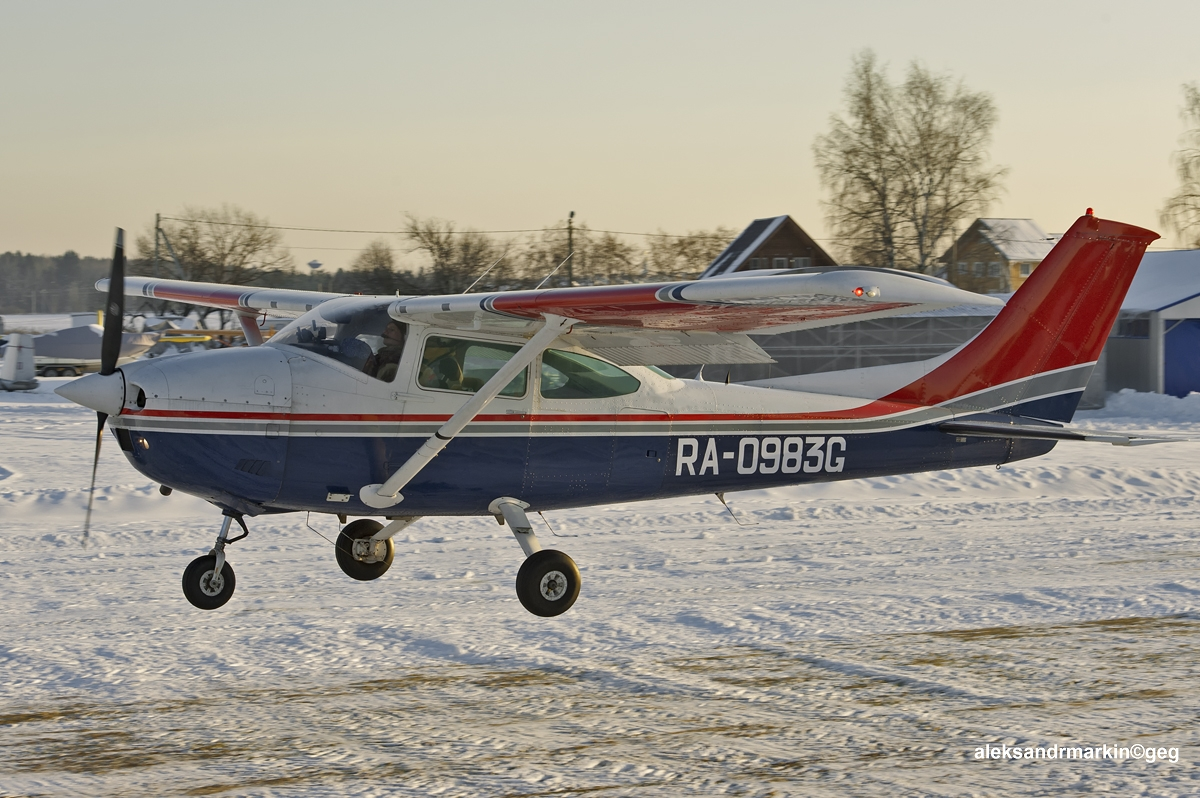
Cessna 182C

Depuis 1956, diverses modifications ont été apportées au Cessna 182.
C182
Version initiale de 1956, introduisant le train tricyclique, équipée du moteur Continental O-470-L de 230 chevaux, masse maximale de 1 156 kg.
C182A Skylane
Version certifiée en 1956,  masse maximale de 1 202 kg.
C182C
Version certifiée en 1959, introduisant une nouvelle dérive plus profilée.
C182E Skylane
Version certifiée en 1961, introduction d'une nouvelle version du moteur Continental O-470-R et augmentation de la masse maximale à 1 270 kg.
C182N Skylane
Version certifiée en 1969, introduction d'une nouvelle version du moteur Continental O-470-S et augmentation de la masse maximale au décollage à 1 338 kg.
C182Q Skylane
Version certifiée en 1976, équipée d'une nouvelle version du moteur Continental O-470-U.
R182 Skylane RG
Certifié en 1977, version équipée de train rentrant (RG, pour « Retractable Gear ») et d'un moteur Lycoming O-540-J3C5D de 235 chevaux, augmentation de la masse maximum à 1 406 kg.
TR182 Turbo Skylane RG
Certifié en 1978, identique au R182 skylane RG mais équipé d'un moteur turbocompressé Lycoming O-540-L3C5D de 235 chevaux.
C182R
Version certifiée en 1980, à train fixe, équipée d'un moteur Continental O-470-U, masse maximum de 1 406 kg.
T182
Version certifiée en 1980, à train fixe, équipé d'un moteur turbocompressé Lycoming O-540-L3C5D de la version TR182.
182S Skylane 
Version certifiée en 1996, à train fixe, équipé d'un moteur à injection Lycoming IO-540-AB1A5 de 230 chevaux. Masse maximale au décollage de 1 406 kg.
T182T Skylane
Version certifiée en 2001, à train fixe, équipé d'un moteur turbocompressé Lycoming TIO-540-AK1A de 235 chevaux. Interrompue en 2013, la production est relancée en 2022.
T182JT-A Turbo Skylane JT-A
Version en cours de certification, équipée d'un moteur turbocompressé SMA SR305-230, fonctionnant au JET A1. Permet d'augmenter la distance franchissable à 1 360 NM.

## Caractéristiques (Cessna 182T)

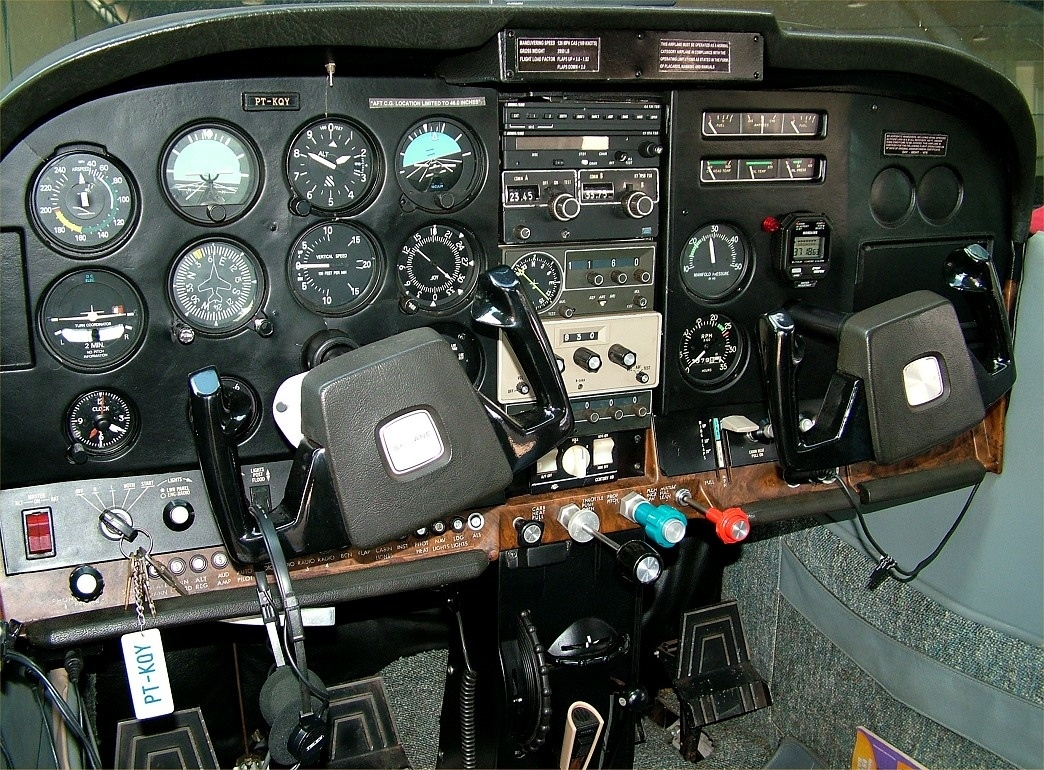
Planche de bord du Cessna 182P

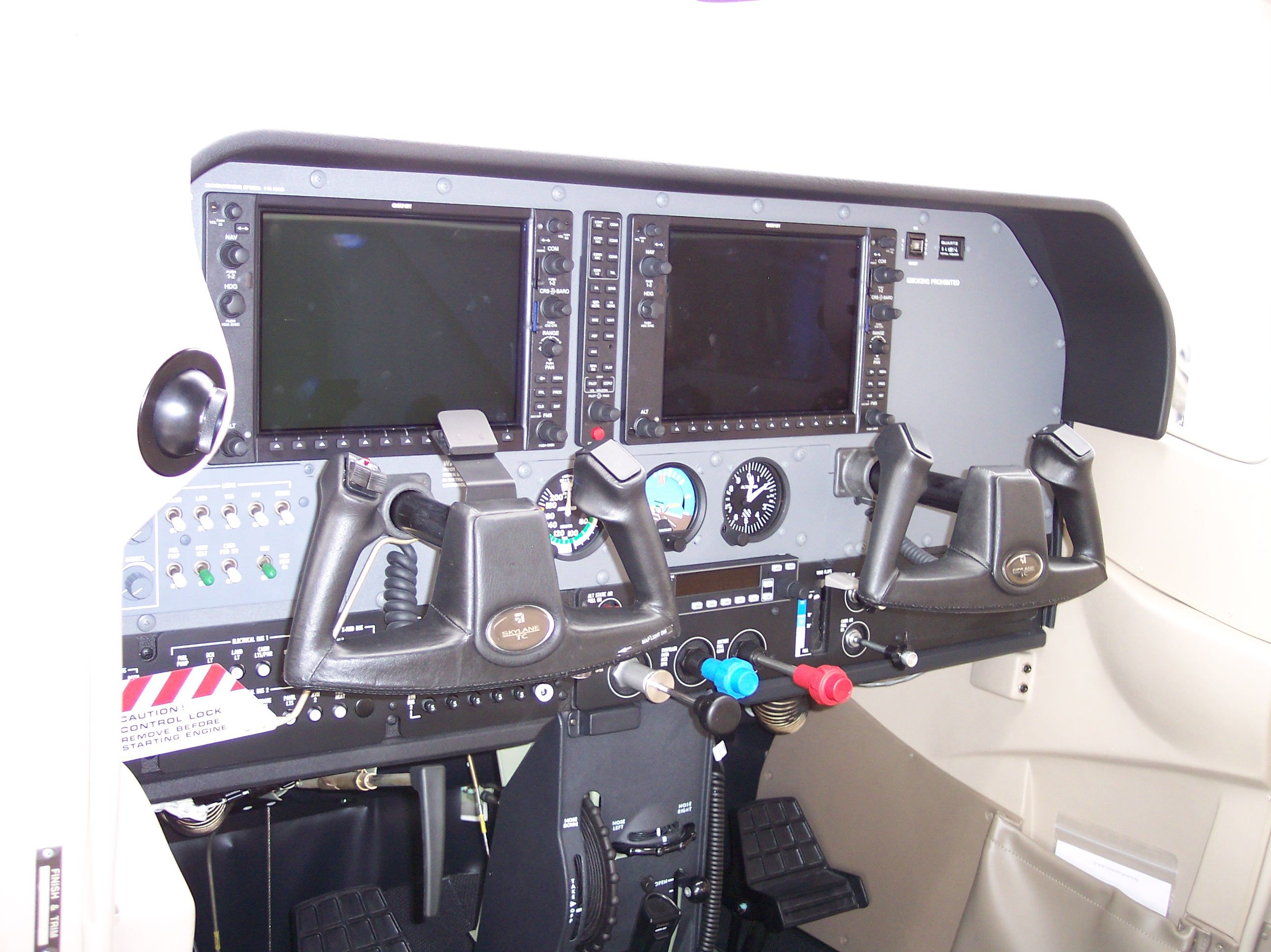
Poste de pilotage d'un Cessna T182T doté de l'avionique Garmin G1000

Le Cessna 182 possède comme le Cessna 172, une architecture à ailes hautes, train tricyclique et une structure en aluminium. 
Données de Cessna Skylane 182T Specifications,
Caractéristiques générales
- Équipage : 1
- Capacité : 3 passagers
- Longueur : 8,84 m
- Envergure : 11,0 m
- Hauteur : 2,8 m
- Surface alaire : 16,2 m2
- Profil : NACA 2412
- Allongement : 7.47
- Masse à vide : 894 kg
- Masse typique : 1411 kg
- Charge utile : 517 kg
- Masse maximale au décollage : 1 406 kg
- Moteur : 1   6 cylindres à plat Lycoming TI0-540-AK1A de 235 ch (175 kW)
- Hélices : 3 pales

 Performances 
- Vitesse à ne jamais dépasser : 175 kts (324 km/h)
- Vitesse maximale : 150 kts (278 km/h)
- Vitesse de croisière : 145 kts (269 km/h)
- Vitesse de décrochage : 49 kts (91 km/h)
- Distance franchissable : 930 NM (1 722 km)
- Plafond : 18 100 ft (5 517 m)
- Vitesse ascensionnelle : 924 ft/min (4,7 m/s)
- Charge alaire : 87 kg/m²
- Rapport poids-puissance : 122 W/kg